# ديف هودج
ديف هودج هو صحفي رياضي كندي، ولد في 8 يناير 1945 في مونتريال في كندا.

## وصلات خارجية
- ديف هودج على موقع IMDb (الإنجليزية)